# 维贝斯维莱尔
维贝斯维莱尔（法語：Vibersviller，法語發音：[vibɛʁsvilɛʁ]；洛林法兰克语：Wiberschwiller、Wiwerschwiller ）是法国摩泽尔省的一个市镇，属于萨尔堡-萨兰堡区。

## 地理
维贝斯维莱尔（48°54'52"N, 6°56'40"E）面积13.02 平方千米，位于法国大東部大區摩泽尔省，该省份为法国东北部内陆省份，是洛林的一部分，西南接默尔特-摩泽尔省，东临下莱茵省，北与卢森堡和德国接壤。
与维贝斯维莱尔接壤的市镇（或旧市镇、城区）包括：阿尔特维莱尔、阿尔贝斯特罗夫、日夫里库尔、因斯维莱尔、卢德勒凡、米特赛姆、曼斯泰、涅代尔斯坦泽、维泰尔斯布尔。
维贝斯维莱尔的时区为UTC+01:00、UTC+02:00（夏令时）。

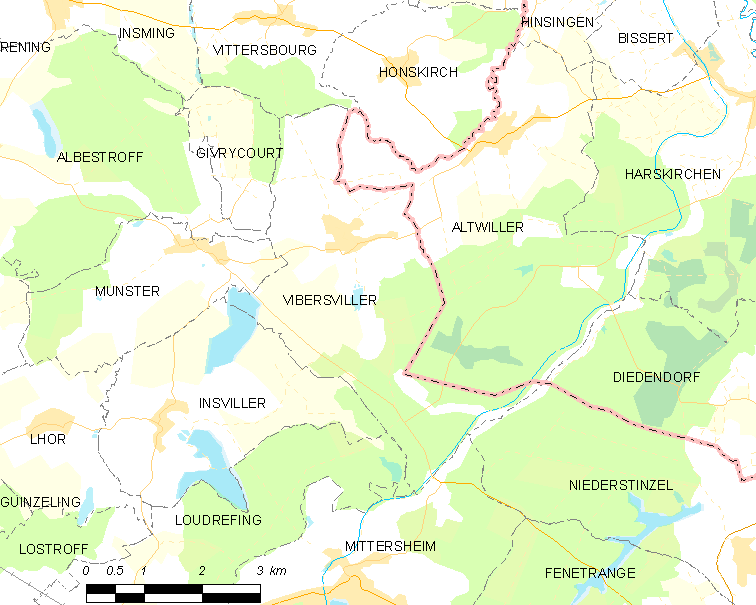
维贝斯维莱尔的OSM定位图

## 行政
维贝斯维莱尔的邮政编码为57670，INSEE市镇编码为57711。

## 政治
维贝斯维莱尔所属的省级选区为索努瓦县。

## 人口

1962-2008年间维贝斯维莱尔人口变化图示

维贝斯维莱尔于2022年1月1日时的人口数量为384人。